# Arame de concertina

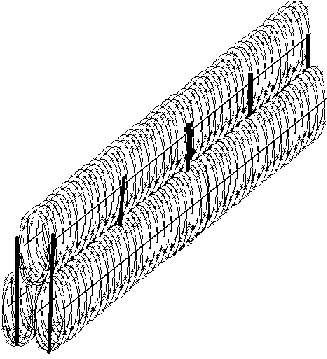
Arame de concertina

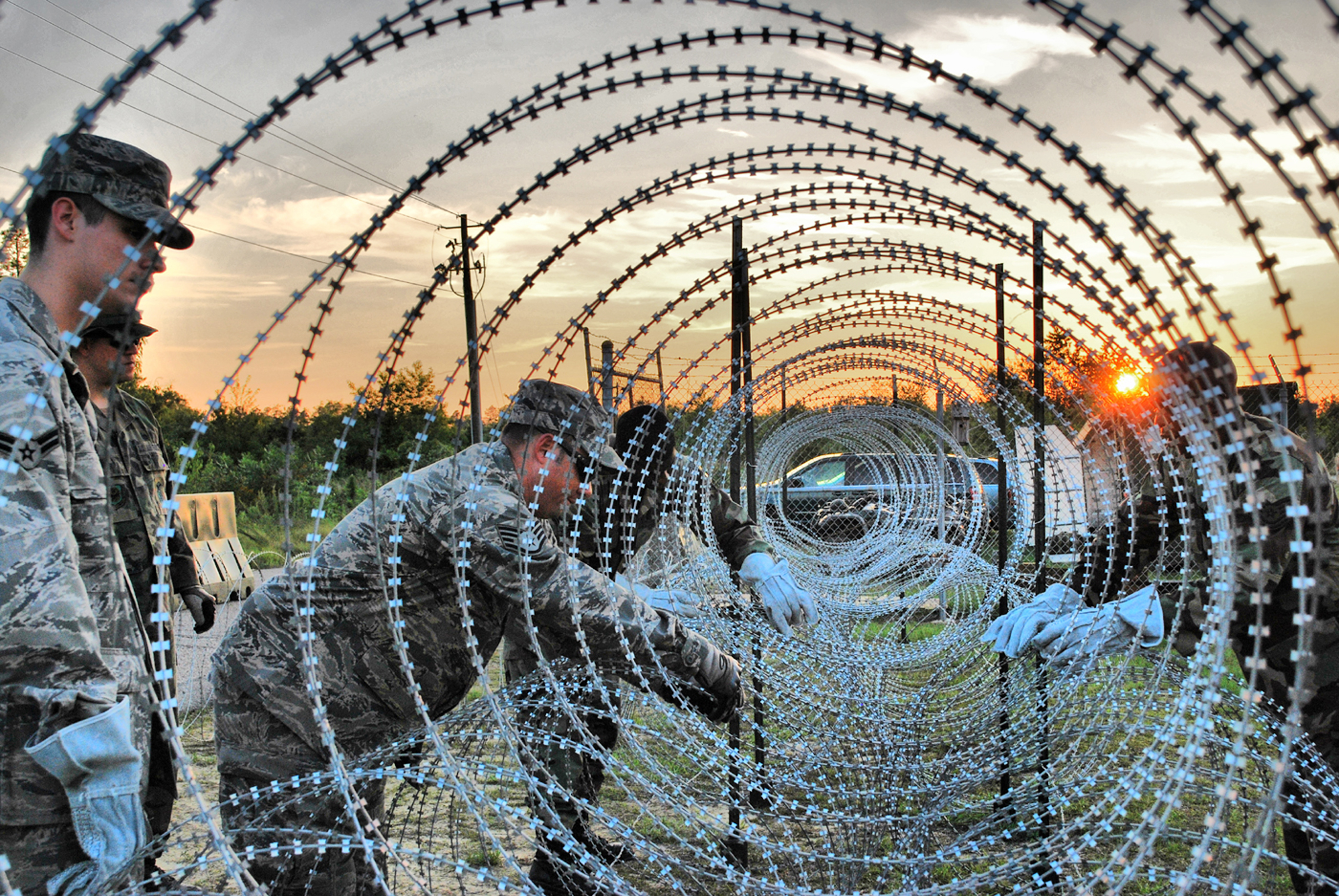
Arame de concertina

Arame de concertina é uma barreira de segurança laminada, de forma espiralada possui lâminas pontiagudas, cortantes e penetrantes. A concertina foi originada nas cercas utilizadas em ações militares que ficavam no chão para impedir a ultrapassagem de um perímetro. A concertina é a evolução do arame farpado e geralmente são utilizados em muros, alambrados, cercas, portões, telhados e torres. São feitos de aço galvanizado ou inoxidável e dificilmente são cortados por ferramentas convencionais.
O Arame de concertina é vendido pelo seu metro linear, Sendo que o preço pode variar de acordo com a dificuldade da instalação

## Tipos de concertina
- Concertina Simples

Feita para locais de menor risco, possui menos espirais.
- Concertina Dupla

Sistema automatizado na produção possui clips de aço que reduzem o espaçamento das espiras.
- Concertina Flat

Possui altura variável, não ultrapassa os limites do muro e pode ter um sistema de eletrificação.
- Concertina Pintada

Para áreas que requerem uma aparência mais discreta e bonita, mas proporcionando a mesma qualidade e segurança.
- Concertina Eletrificada

Sistema de aspirais com laminas que utiliza também um sistema de eletrificação. Para instalação é necessário uma autorização de responsabilidade do contratante